# 福德維爾 (亞利桑那州)
福德維爾（英語：Fordville）是位於美國亞利桑那州皮納爾縣的一個非建制地區。該地的面積和人口皆未知。

## 地理
福德維爾的座標為32°42′16″N 110°41′39″W / 32.70444°N 110.69417°W，而該地的平均海拔高度為902米（即2959英尺）。